# 蘇頲
蘇頲（670年—727年），字庭碩，京兆武功縣（今陕西省武功縣）人。唐玄宗宰相，封許国公。善於文學，與燕國公張說齊名，時稱“燕許大手筆”。

## 生平
蘇瓌之子。弱冠敏悟，举进士第，调乌程尉。
武后朝，举贤良方正异等，除左司御率胄曹参军，迁监察御史，转给事中、修文馆学士，拜中书舍人。
唐玄宗时袭封許国公，进同中書門下平章事。

## 子孙
- 子：苏善
  - 孙：苏易，黃州刺史
    - 曾孙：苏繫，滁州刺史
      - 玄孙：苏贊，字延卿

  - 孙：蘇相